# 特里頓彗星
特里頓彗星（157P/Tritton）是一顆週期彗星，軌道周期為6年。特里頓彗星碎片B於2022年8月21日首次被觀測到。

## 觀測
1978年2月11日，基斯·特里頓（Keith Tritton）使用122厘米施密特望遠鏡進行了深度IIIa-J曝光，發現了這顆彗星。
該彗星在預測的1984年、1990年或1996年回歸期間均未被發現，因此被天文學家推測已失蹤。2003年10月6日，C. W. Juels（美國亞利桑那州噴泉山）和 P. Holvorcem（巴西坎皮納斯）使用0.12公尺折射鏡獲得CCD影像發現了一顆彗星，該彗星的軌道與失蹤特里頓彗星相似。布萊恩·馬斯登計算了一條新的軌道，發表在2003年10月7日發布的國際天文學聯合會第8215號通函中，證實該彗星軌道確實與特里頓彗星相同。
這顆彗星在2010年、2016年和2022年回歸時也被找到。2022年10月2日，有關該彗星新碎片的發現發表在MPEC 2022-T23上。由於特里頓彗星軌道較小，碎片B應該在2028年3月到達近日點，主碎片應該在2029年5月到達近日點。

## 外部連結
- Orbital simulation from JPL (Java) / Horizons Ephemeris
- 157P/Tritton – Seiichi Yoshida @ aerith.net
- 157P at Gary W. Kronk's Cometography